# Higashi-ku (Fukuoka)
Pour les articles homonymes, voir Higashi-ku.
Higashi (東区, Higashi-ku) est l'un des sept arrondissements de la ville de Fukuoka, au Japon. Il est situé au nord-est de la ville.

## Géographie

### Démographie
En 2016, la population de l'arrondissement Higashi de Fukuoka au Japon était de 307 445 habitants répartis sur une superficie de 69,36 km2 (densité de population de 4 430 hab./km2).

## Histoire
L'arrondissement a été créé en 1972 lorsque Fukuoka est devenue une ville désignée par ordonnance gouvernementale.

## Lieux notables
- Shikanoshima
- Island Tower
- Hakozaki-gū
- Kashii-gū

## Transport publics
L'arrondissement est desservi par plusieurs lignes ferroviaires :
- la ligne Kaizuka de la compagnie Nishitetsu ;
- les lignes Kashii et Kagoshima de la compagnie JR Kyushu qui se croisent à la gare de Kashii ;
- la ligne Hakozaki du métro de Fukuoka.

## Personnalités liées à l'arrondissement
- Kane Tanaka (1903-2022), supercentenaire japonaise et doyenne de l'humanité depuis 2018 et troisième personne vérifiée la plus âgée de tous les temps.